# Wanoja
Wanoja is een bestuurslaag in het regentschap Brebes van de provincie Midden-Java, Indonesië. Wanoja telt 3492 inwoners (volkstelling 2010).